# Polikarpov NB
Polikarpov NB (Nochnoi Bombardirovshchik—Máy bay ném bom bay đêm) là một loại máy bay ném bom hai động cơ của Liên Xô trong Chiến tranh thế giới II.

## Tính năng kỹ chiến thuật
Dữ liệu lấy từ Gunston, The Osprey Encyclopedia of Russian Aircraft 1875–1995
Đặc tính tổng quan
- Kíp lái: 5
- Chiều dài: 15,29 m (50 ft 2 in)
- Sải cánh: 21,52 m (70 ft 7 in)
- Diện tích cánh: 58,1 m2 (625 foot vuông)
- Trọng lượng rỗng: 8.843 kg (19.495 lb)
- Trọng lượng có tải: 13.800 kg (30.424 lb)
- Sức chứa nhiên liệu: 2.760 kg (6.085 lb)
- Động cơ: 2 × Shvetsov ASh-82FNV , 1.379 kW (1.849 hp) mỗi chiếc
- Cánh quạt: 3-lá

Hiệu suất bay
- Vận tốc cực đại: 510 km/h (317 mph; 275 kn) trên độ cao 5.000 m (16.400 m)
- Tầm bay: 3.030 km (1.883 mi; 1.636 nmi) với 3.000 kg (6.614 lb) bom
- Trần bay: 6.150 m (20.177 ft)
- Thời gian lên độ cao: 12 phút lên độ cao 5.000 mét (16.404 ft)

Vũ khí trang bị

- Súng: 3x súng máy Berezin UB 12,7 mm
- Bom: 5.000 kilôgam (11.023 lb)